# Masinde Muliro University of Science and Technology
Masinde Muliro University of Science and Technology (afgekort: MMUST) is een openbare universiteit in Kenia met campussen in Kakamega, Bungoma, Nairobi en Webuye. De universiteit is vernoemd naar Masinde Muliro, een voormalig  Keniaans politicus. Voorheen was MMUST een onderdeel van Moi University, maar sinds 2007 is de universiteit onafhankelijk. Mwai Kibaki, van 2002 tot 2013 president van Kenia, is officieel de rector van de universiteit, maar het dagelijks bestuur is in handen van vice-rector Fredrick Otieno.
De universiteit komt voor in de rankings als de nummer 16 universiteit van Kenia, nummer 256 van Afrika en nummer 11992 van de wereld, en is lid van de Vereniging van Afrikaanse Universiteiten.

## Geschiedenis
Op 5 januari 1972 werd het Western College of Arts and Applied Sciences (WECO) opgericht op initiatief van toenmalig parlementslid Masinde Muliro. Op 24 maart 1977 begonnen de eerste 24 studenten aan hun opleiding. Cursussen die destijds aangeboden werden, waren autotechniek, elektrotechniek, landbouwkunde, bouwkunde en boekhoudkunde. In december 2002 werd WECO onderdeel van Moi University en heette vanaf toen Western University College of Science and Technology (WUCST). In begin 2007 werd er een wet aangenomen die van WUCST een volwaardige universiteit maakte, onder de naam MMUST.

## Campussen
MMUST heeft meerdere campussen:
- Webuye Campus
- Ebunangwe Campus
- Nairobi Satellite Campus
- Sang'alo Campus
- Bungoma Campus

Ook is er het terrein van Kibabii University College, een school die onderdeel is van MMUST.

## Schoolsen faculteiten
MMUST bestaat uit verschillende schools, faculteiten en een centrum:

### Schools
- School voor landbouwkunde en diergeneeskunde
- School voor bedrijfskunde en economie
- School voor graduate studies
- School voor gezondheidswetenschappen
- School voor verpleegkunde en verloskunde
- School voor open leren en permanente vorming

### Faculteiten
- Faculteit educatie en sociale wetenschappen
- Faculteit techniek
- Faculteit natuurwetenschappen

### Centra
- Centrum voor rampenmanagement en humanitaire hulp

## Faciliteiten
De universiteit beschikt over een aantal faciliteiten, waaronder hostels en restaurants voor studenten. Ook is er een universiteitsbibliotheek.

## Studentenverenigingen
Aan de universiteit zijn 23 studentenverenigingen en -clubs verbonden. De meeste verenigingen zijn bedoeld voor een specifieke studierichting. Zo zijn er bijvoorbeeld de Business Students Association (vereniging voor studenten bedrijfskunde) en de Disaster Management Students Association (voor studenten rampenmanagement). Sommige verenigingen zijn voor studenten die afkomstig zijn uit bepaalde gebieden. De verenigingen zorgen ervoor dat studenten hetgeen in de colleges geleerd wordt, in de praktijk kunnen brengen. Andere verenigingen zijn in het leven geroepen om bij te dragen aan de ontwikkeling van leiderschapskwaliteiten. Ook kunnen studenten via deze verenigingen netwerken met potentiële toekomstige werkgevers.